# 최정훈 (기업인)
최정훈(崔正勳, 1979년 4월 29일 ~ )은 대한민국의 기업인이다. 국내 유일의 밸류업(Value-UP) 플랫폼 기업이자. 환경 기업 이도(YIDO)의 창립자이자 대표이사이다. 자산운용사 한강에셋자산운용과 대체투자 전문 사모펀드 운용사 그리니치프라이빗에쿼티(PE)를 설립하기도 했다. 
최정훈은 현대건설, KTB PE 등을 거쳐  2014년 ㈜이도를 설립하여 노후 자산의 가치 제고 및 통합 운영 관리 모델을 선보였다. 그는 폐기물 수집·운반부터 재활용, 소각, 매립까지 연계된 밸류체인을 구축하고 있으며, 제주도를 포함한 전국 사업장에서 산업폐기물 처리 및 신재생에너지 사업을 운영 중이다. 또한 70㎿급 태양광 발전사업(당진) 및 400㎿급 해상풍력 발전사업(옹진)을 추진하고 있다.
2024년에는 대한민국 산업통상자원부로부터 ‘중견기업 성장탑’을 수상했으며, 2022년부터 3년 연속으로 미국 골프 전문지 《Golf Inc.》가 선정한 ‘아시아 골프 산업 영향력 있는 인물 Top 10’에 이름을 올렸다.

## 생애
최정훈은 1979년 4월 29일 대보그룹 최등규 회장의 장남으로 태어났다.
2005년 현대건설 해외토목 견적부서에 사회생활을 시작했으며, KTB PE에서 기업 투자 및 프로젝트 발굴 및 투자업무를 하면서 대체투자 및 M&A 전문 지식을 갖췄다. 2008년에는 대보그룹에 입사하여 본격적인 회사 경영에 대한 전반적인 경험을 쌓았다.
2014년 친환경 기업이자 국내 유일 밸류업 플랫폼 기업 ㈜이도를 창립했다. 이도의 비전은 'We Are Here For Your Greater Life!(인류의 더 나은 삶의 질을 위해 존재한다!)'이다.
㈜이도의 비즈니스 모델은 낙후되거나 오래된 기존 자산에 금융 조달 및 구조화, 전문적인 통합 운영관리 기법으로 자산의 가치를 최대로 끌어 올리는 방식이다. 선진국에서는 일반화 돼 있지만 '국내에는 없던 방식'으로 금융시장에서 주목을 받고 있다.
핵심 사업 분야는 폐기물 처리 및 신재생에너지 등 환경 분야로 ESG(환경·사회·지배구조)를 선도하는 기업이다. 이와함께 인프라 운영, 부동산 운영, 레저/엔터테인먼트 등 4개 분야이다. 
현재 ㈜이도는 청정지역인 제주도를 포함해 전국적으로 폐기물 수집운반-중간처리-재활용-소각-매립까지 이어지는 산업폐기물 처리 밸류체인 사업장을 완성해 운영 중이다.
또한, 당진 염해 농지에 70㎿급 태양광 발전사업 허가도 진행 중이며, 인천 옹진군 굴업리 서쪽 약 44㎞ 인근에 총 400㎿(메가와트) 규모의 풍력발전 단지 조성 사업도 추진 중이다.
아울러 차세대 친환경 사업으로 주목받는 바이오 가스 분야에도 진출하는 등 신재생 에너지 사업도 진출했다.
이와 함께 부동산 부문에서 새로운 골프 문화 창출 및 주니어 골퍼 육성에 대한 공고를 인정받아 미국 골프 전문지 '골프 Inc'가 선정한 아시아 골프 산업 영향력 있는 인물 10인에도 2년 연속 선정됐다.
특히, 부친 최등규 회장이 ‘서원밸리 자선 그린콘서트' 개최, 대보하우스디 오픈 및 국내 유일의 LPGA 대회인 BMW 레이디스 골프 챔피언십 서원힐스 개최 등 한국 골프의 위상을 이끈 공로를 인정받아 3년 연속 ’파워인물‘에 선정되면서 업계 최초로 부자간 ’파워인물‘ 선정이라는 타이틀을 갖게 됐다.
이도의 매출액은 2020년 1,814억원에서 2021년 2,047억원, 2022년 2,404억원, 2023년 3,565억원으로 매년 가파른 성장세를 이어가고 있다.
2015년 7월에는 부동산과 인프라 투자를 전문으로 하는 한강에셋자산운용을 설립했다. 한강에셋자산운용은 해외 및 국내 부동산 뿐만 아니라 신재생 등 친환경 인프라 대체투자를 전문으로 하고 있는 운용사이다.
지난 2021년 12월 30일 국토교통부로부터 리츠(REITs) 자산관리회사(AMC) 겸업 본인가를 받았으며, 현재 AUM 규모는 약 5조 원 규모에 달한다.
2019년 12월에는 대체투자 전문 사모펀드회사 그리니치프라이빗에쿼티(PE)를 설립해, 금융 시장에서 활발한 경영활동을 이어가고 있다.

## 학력
- 세화고등학교 졸업
- 한양대학교 건설환경공학 학사
- 매사추세츠공과대학교(MIT) 부동산 개발 석사
- 노스웨스턴 대학교 켈로그 스쿨 홍콩과기대 (MBA)

## 가족
- 아버지 : 최등규 – 대보그룹 회장

## 언론 보도
- "Change the World 최정훈 이도(YIDO) 대표" – FORTUNE korea 2023.
- "이도-대우건설, 인천 옹진 해상풍력사업 공동추진 협약" – 연합뉴스 2024.
- "환경 전문기업 이도, 제10회 중견기업인의 날 중견기업 성장탑 수상" – 머니투데이 2024.
- "이도, CBD 을지로에 '강북 최대' 오피스 개발" – 파이낸셜뉴스 2025.
- "이도, 당진 염해농지 태양광 50MW 개발행위 인허가 취득" – 조선비즈 2025.
- "이도-주한미국상공회의소 등, 미국 인프라 투자 MOU" – 중앙일보 2025.
- "최정훈 이도 대표이사, 아시아 골프 파워 피플 3년 연속 선정" – 조선비즈, 2025